# Sulfato de paladio (II)
El sulfato de paladio (II) es un compuesto químico inorgánico de fórmula PdSO4. Es un sólido higroscópico de color marrón rojizo que forma el dihidrato  PdSO4·2H2O.

## Preparación y propiedades
El sulfato de paladio (II) se obtiene mediante la reacción del metal paladio con una mezcla de ácido nítrico y ácido sulfúrico. También puede producirse por la reacción del sulfuro de paladio (II) con oxígeno en dimetilformamida.    
Cuando el sulfato de paladio (II) anhidro absorbe humedad del aire, forma un dihidrato de color marrón verdoso. La forma anhidra puede regenerarse calentando el dihidrato a 202 °C. 
El sulfato de paladio (II) anhidro se descompone en óxido de paladio (II) a 525 °C liberando trióxido de azufre: 
PdSO
4  →  PdO + SO
3